# ウンコな議論
『ウンコな議論』（ウンコなぎろん、On Bullshit）は哲学者であるハリー･フランクファートのエッセイである。もとは1986年にラリタン・クォータリー・レビュー誌で活字化された小論で、2005年に別冊として改めて出版されてノンフィクション部門のトップセラーとなり、ニューヨーク・タイムズのベストセラーリストにも24週にわたって掲載されている。しかし本書を「ウンコな議論」として日本語に翻訳した山形浩生によれば、奇抜な訳題のわりには「期待していたほど売れずに」落胆したという。
このエッセイにおいてフランクファートはウンコな議論を定義しその妥当性について分析している。ウンコな議論そのものは正しいことも間違っていることもあるが、ウンコな論者がそもそも目指しているのは、聞き手を感化し、説得することである。そして往々にして自分の主張が正しいか間違っているかについては関心を持っていない（ということはつまり、フランクファートも認めるように「ウンコな論者は事実を偽って」いても「それは彼らが誤解しているという事を必ずしも意味しない」）。嘘をつく人間はより巧妙にそれを隠すためにも真実を知っている必要がある。しかしウンコな論者は独り自分の意図した通りに話を進められればそれでよく、本当のことには用がない。だからこそフランクファートはこう述べている。「ウンコな議論は真実にとって嘘以上に手強い敵なのである」。
フランクファートは2006年に続編となる「真理について」("On Truth") を出版している。

## 書誌情報
- "On Bullshit." Raritan Quarterly Review 6, no. 2 (Fall 1986).[4]
- "On Bullshit." The Importance of What We Care About: Philosophical Essays. Cambridge: Cambridge University Press, 1988. ISBN 0-521-33324-5 (hardback), ISBN 0-521-33611-2 (paperback).
- On Bullshit. Princeton, N.J.: Princeton University Press, 2005. ISBN 0-691-12294-6.

日本語訳
- ハリー・G．フランクファート「ウンコな議論」 山形浩生訳、筑摩書房、2006年 ISBN 978-4480842701